# Тёвиль (Валь-д’Уаз)
Тёвиль (фр. Theuville) — муниципалитет во Франции, в регионе Иль-де-Франс, департамент Валь-д'Уаз. Население — 59 человек (1999).
Муниципалитет расположен на расстоянии около 39 км северо-западнее Парижа, 14 км севернее Сержи.

## Демография
Динамика населения (Cassini и INSEE):